# كويا ساجيو
كويا ساجيو (باليابانية: 西城 響也) (مواليد 8 يوليو 2001) هو لاعب كرة قدم ياباني.

## وصلات خارجية
- كويا ساجيو على موقع رابطة كرة القدم اليابانية للمحترفين (اليابانية)
- كويا ساجيو على موقع قاعدة بيانات كرة القدم.إي يو (الإنجليزية)
- كويا ساجيو على موقع Soccerway.com (الإنجليزية)
- كويا ساجيو على موقع عالم كرة القدم.نت (الإنجليزية)